# Behjat Abad
Behjat Abad est un quartier du centre-ville de Téhéran en Iran.
Entre 1965 et 1968, le quartier est choisi pour abriter l'un des premiers projets de logement collectif sous forme d'appartements. Quatorze tours de quatorze étages voient le jour dans le quartier.

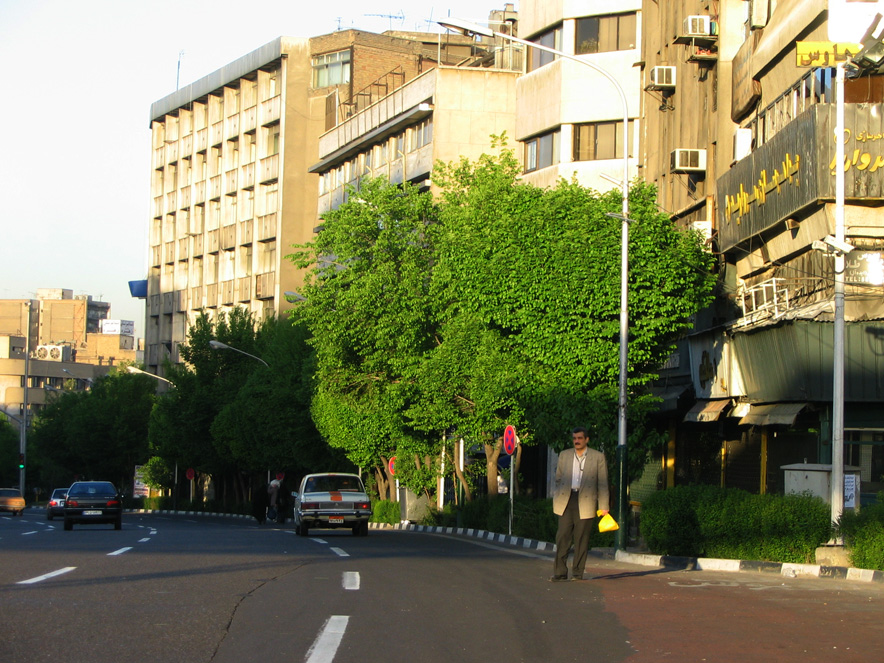
Behjat Abad en 2007.